# Spratelloides

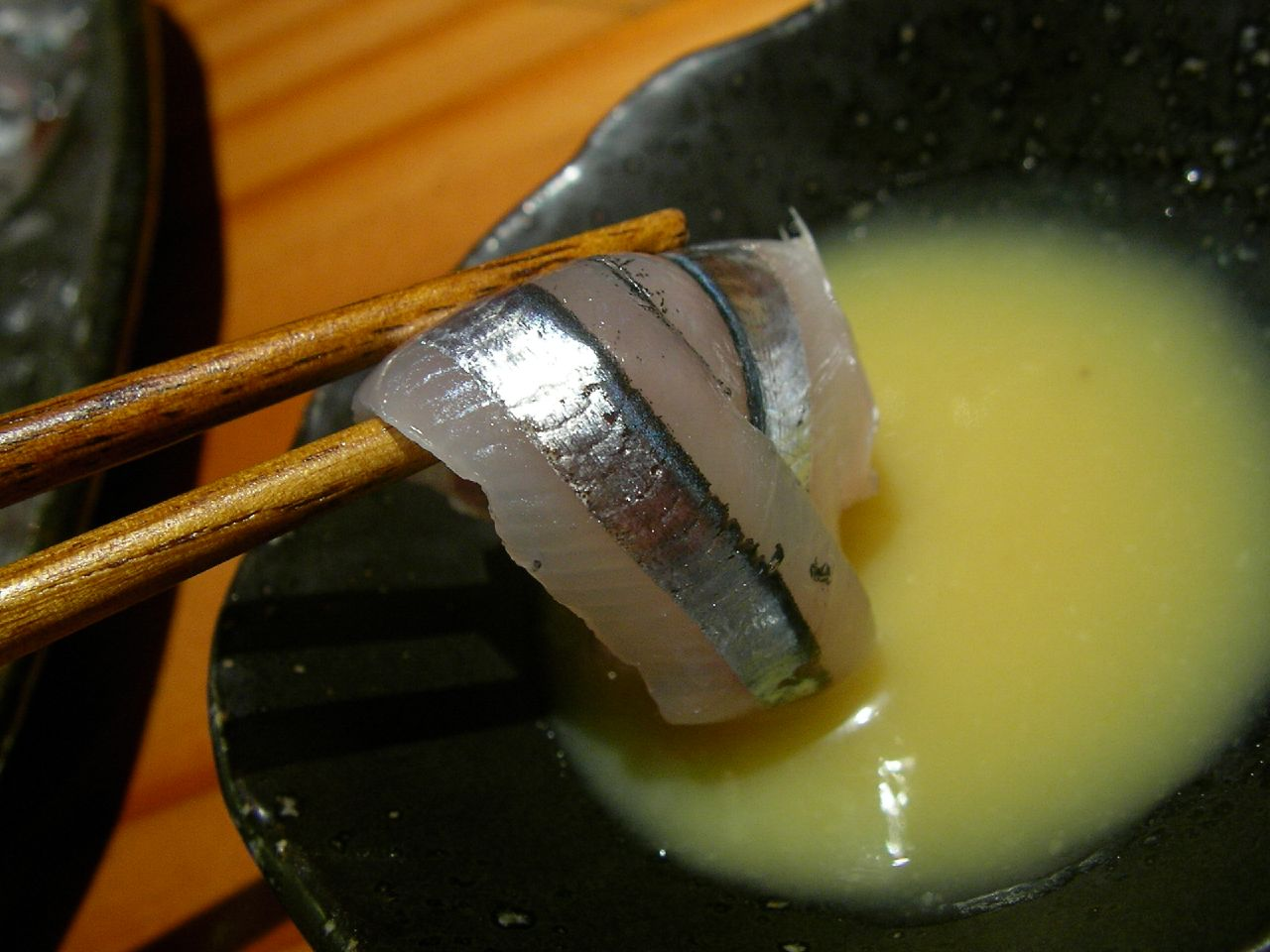
Kibinago sashimi

Spratelloides és un gènere de peixos de l'ordre dels clupeïformes.
Són peixos molt menuts que viuen en moles de moltíssims individus. S'utilitzen com a esca (grumeig)esca, especialment en la pesca de la tonyina. Algunes espècies són molt apreciades a la cuina de certs països asiàtics, com el Spratelloides gracilis, que es coneix com a kibinago al Japó.

## Taxonomia
- Spratelloides delicatulus (Bennett, 1832)[2]
- Areng gràcil (Spratelloides gracilis) (Temminck & Schlegel, 1846)[3]
- Spratelloides lewisi (Wongratana, 1983)[4]
- Spratelloides robustus (Ogilby, 1897)[5]